# Waylandella
Waylandella is een geslacht van uitgestorven kreeftachtigen uit de klasse van de Ostracoda (mosselkreeftjes).

## Soorten
- Waylandella ardmorensis (Bradfield, 1935) Cooper, 1946 †
- Waylandella berna Gruendel, 1962 †
- Waylandella bythocyproidea (Warthin, 1930) Bassler & Kellett, 1934 †
- Waylandella cornigera (Jones & Kirkby, 1886) Bassler & Kellett, 1934 †
- Waylandella cuyleri Coryell & Booth, 1933 †
- Waylandella dartyensis Benson & Collinson, 1958 †
- Waylandella deesensis Bradfield, 1935 †
- Waylandella depressa Hoare, 1993 †
- Waylandella dispar Cooper, 1946 †
- Waylandella elongata (Bradfield, 1935) Cooper, 1946 †
- Waylandella fornicata Coryell & Billings, 1932 †
- Waylandella informa Shi & Li, 1988 †
- Waylandella macropleura (Bradfield, 1935) Cooper, 1946 †
- Waylandella mcalesterensis Wilson, 1933 †
- Waylandella nastata Kotschetkova, 1983 †
- Waylandella obesa Cooper, 1946 †
- Waylandella perplexa Morey, 1935 †
- Waylandella porrecta Kotschetkova, 1980 †
- Waylandella punctata Green, 1963 †
- Waylandella qujiangensis Guan, 1978 †
- Waylandella regularis Cooper, 1946 †
- Waylandella reniformis Guan, 1978 †
- Waylandella retusa Kummerow, 1953 †
- Waylandella robusta (Bradfield, 1935) Cooper, 1946 †
- Waylandella sanqikouensis Sun (Quan-Ying), 1984 †
- Waylandella seitzi Kroemmelbein, 1958 †
- Waylandella spinosa Coryell & Billings, 1932 †
- Waylandella subrectangularis Pribyl, 1958 †
- Waylandella symmetrica Cooper, 1946 †
- Waylandella unicornuta Cordell, 1952 †
- Waylandella uralica Kotschetkova, 1979 †
- Waylandella vulgaris Cooper, 1946 †
- Waylandella waylandica Coryell & Billings, 1932 †